# 75058 Hanau
75058 Hanau este un asteroid din centura principală de asteroizi.

## Descriere
75058 Hanau este un asteroid din centura principală de asteroizi. A fost descoperit pe 6 noiembrie 1999 la Saji de Observatorul din Saji. Asteroidul prezintă o orbită caracterizată de o semiaxă mare de 2,57 ua, o excentricitate de 0,06 și o înclinație de 2,9° în raport cu ecliptica.